# Rossend Perelló
Pour les articles homonymes, voir Perello.
Rossend Perelló i Casellas (Gironella, 1er mai 1912 — Barcelone, 13 avril 1976) est un écrivain catalan. 
Il participe à plusieurs compétitions littéraires. Il a trois enfants avec son épouse Maria Assumpta Losa Ortiz de Arril : Maria Rosa, Esperança et Carles.

## Prix
- Flor Natural, Jocs Florals de Montblanc, 1956[2]
- Premi Joan Santamaria, 1960, Bob, fanalet vermell[3].

## Œuvre

### Poésie
- L'enyor i les noces (1935)
- Camí de Maria (1948)
- Bonics (1952)

### Roman
- El president signa els dimarts (1954)

### Théâtre
- Tres de servei (1958)